# Schizonycha urundiensis
Schizonycha urundiensis är en skalbaggsart som beskrevs av Louis Burgeon 1946. Schizonycha urundiensis ingår i släktet Schizonycha och familjen Melolonthidae. Inga underarter finns listade i Catalogue of Life.